# Jean Montaldo
Pour les articles homonymes, voir Montaldo.
 (octobre 2024).
Jean Montaldo, né le 6 septembre 1941 à Theniet El Had (Algérie), est un journaliste et écrivain d'investigation français.

## Origine
Membre d'une des plus anciennes familles pieds-noirs, implantée en Algérie depuis sa conquête en 1830, Jean Montaldo est le fils du sénateur-maire d'Algérie, ancien président du conseil général d'Orléansville, René Montaldo, homme politique de centre gauche et docteur en médecine, cofondateur des HLM en France et qui fut un des leaders libéraux (avec Jacques Soustelle) qui prônaient une totale intégration de la communauté musulmane algérienne de l'époque dans la communauté française.

## Parcours
En 1961, il travaille pour La Dépêche quotidienne d'Algérie où il publie régulièrement la liste des morts et des blessés des attentats,. Il sert également de guide pour les envoyés spéciaux de la presse française et internationale. Deux attentats le rendent partiellement sourd d'une oreille et édenté.
En 1962, avec la décolonisation, Jean Montaldo quitte l'Algérie avec sa famille. Sur le bateau, à la suite de cette « blessure » et du « terrible ressentiment contre les politiciens et leurs mensonges », il se promet de ne jamais s'« engager en politique et de toujours combattre pour le triomphe de la vérité »,. Installé à Paris, il intègre l'Institut français de presse dirigé, à la Fondation nationale des Sciences politiques, par le professeur Fernand Terrou.
Très jeune, en Algérie et sous le patronage du journaliste Henri Toregrossa, haute figure de la presse algérienne (plus tard intégré dans l'état-major du Progrès de Lyon), il s'oriente vers le journalisme d'enquête et travaille pour plusieurs organes de presse dont La Dépêche quotidienne d'Algérie (jusqu'à l'indépendance de cet ancien territoire français),, Combat, Minute (de 1964 à 1971), Paris Match, L'Aurore, L'Express, Le Point,, Le Quotidien de Paris, Le Figaro Magazine ou Le Canard enchaîné.
Considéré par beaucoup comme l'un des vétérans de la presse d'investigation française, il a pour mentor le philosophe et journaliste Jean-François Revel, qui lui a consacré un portrait dans ses « Mémoires ». D'après Revel, Jean Montaldo est un authentique journaliste d'investigation, dans la mesure où il appuie ses affirmations sur des faits et des éléments précis, basés sur de longues enquêtes. Dans les années 1970, il effectue des révélations sur le financement par l'URSS de l'agence de presse fédérant en majorité des journaux proches du PCF ou lui appartenant, l'Union française de l'information.
Attaché depuis 1974 aux Éditions Albin Michel,, il y est également directeur de collection.
Lors de l'élection présidentielle française de 1988, il révèle la présence d'images subliminales aux informations télévisées d'Antenne 2. Cette révélation n'est pas confirmée de manière irréfutable.
En 1995, il se félicite de l'élection de Jacques Chirac à la présidence de la République, qu'il croit être un homme politique intègre. Mais en 2006, dans son livre Chirac et les 40 menteurs…, il reconnaît s'être trompé. Se disant « cocu mais pas content », il met bout à bout, dans un réquisitoire implacable, les turpitudes des années Chirac, avant et après sa première élection à la Présidence de la République : une somme qui le conduit à présenter Jacques Chirac comme « le parfait clone de François Mitterrand », « l'élève ayant dépassé le maître »,.

## Style et ouvrages à succès
Jean Montaldo se définit comme un « libéral anti-conformiste »,. Après ses livres révélant des affaires financières sous la présidence de François Mitterrand et Jacques Chirac, il est présenté, en janvier 2001 à la télévision comme étant d'extrême droite, par le polémiste Gérard Miller,. Il conteste, rappelant n'avoir jamais appartenu à un mouvement politique ou simplement de pensée, mais s'être toujours battu pour la liberté, partout où elle est menacée, à commencer par les pays de l'ex-URSS ou les dictatures africaines. 
En septembre 1972, alors qu'il a déjà révélé plusieurs affaires sur l'ORTF, il constate que l'extrême droite tente une première fois de prendre le contrôle du journal de centre-droit Minute, auquel il cesse de collaborer, en tant que « chroniqueur télé », pour ne pas se « retrouver dans un combat politique qui n'était pas le [sien] » et écrit dans le Canard Enchaîné, à l'époque où des journalistes de gauche lui reprochent d'être « notoirement de droite » depuis ses enquêtes sur l'ORTF. Le pouvoir giscardien préparait alors le démantèlement de cet organisme, qui eut lieu finalement en 1974. En mai-juin 1968, Jean Montaldo avait pourtant soutenu les grévistes de l'ORTF dans les colonnes de Minute. Dans les années 70 il devient collaborateur de l'hebdomadaire L'Express, dirigé par son ami Jean-François Revel.
Après plusieurs autres livres de révélations visant prioritairement la droite gouvernementale (Edouard Charret et Alexandre Sanguinetti), les policiers corrompus de Paris et Lyon, puis à nouveau les « gangs de l'ORTF » (avant que la radio-télévision française soit détachée de la tutelle de l'État), Jean Montaldo publie, en 1979, (avec le soutien de L'Express) Les secrets de la banque soviétique en France, vaste enquête sur le financement occulte du Parti communiste français par deux des plus grandes banques de l'État soviétique et son relais principal en France, la Banque commerciale pour l'Europe du Nord. La méthode fut révélée plusieurs fois, notamment par le ministre socialiste Jules Moch en 1948, et, par le même Jean Montaldo, en 1977, dans Les finances du PCF (Éditions Albin Michel),.
En 1994, son plus grand best-seller Mitterrand et les 40 voleurs…, s'est vendu à plus d'un million d'exemplaires (toutes éditions confondues),. Le livre soutient notamment l'idée que François de Grossouvre, conseiller de François Mitterrand, aurait été assassiné. Il met également à jour une escroquerie, l'affaire « Joséphine », montée en 1983 par des proches du président de la République à l'occasion d'un prêt de l'Arabie saoudite à la France,. L'année suivante, un record de vente est également battu avec Rendez l'argent !. 
En 1996, il publie un livre sur l'affaire de l'ARC sous l'ère de Jacques Crozemarie,. En 2001, il écrit le livre Les Voyous de la République sur les services de sécurité de l'Elysée entre 1981 et 1996 et sur les « embrouilles sud-américaines » de Patrick Maugein,,.
Selon Jean Montaldo, les scandales révélés dans ses livres, n'ont donné lieu à « aucune poursuite judiciaire »,.

## Vie privée
En 2018, Jean Montaldo se marie à Anne Cobb(Cathédrale d'Images,).

## Ouvrages

### En tant qu'auteur
- Les Corrompus, Éditions de la Table ronde 1971 (Extraits en ligne)
- Dossier S comme Sanguinetti, Alain Moreau 1973
- Dossier ORTF, tous coupables (textes réunis et commentés par l'auteur[33]), Albin Michel 1974  (ISBN 2226001239)[34],[35]

- Les Finances du PCF, le Parti le plus Capitaliste de France, Albin Michel 1977 (ISBN 2226004343)[19],[36]
- La France communiste, un état dans l'État, Albin Michel 1978  (ISBN 2226005862)[37]
- Les Secrets de la banque soviétique en France, Albin Michel, 1979  (ISBN 2226007830)
- La Mafia des syndicats, les secrets d'une dictature, Albin Michel, 1981  (ISBN 2226011900)
- 850 jours pour abattre René Lucet : les secrets d'une exécution politique, Albin Michel, 1982  (ISBN 2226015590)
- Lettre ouverte d'un « chien » à François Mitterrand au nom de la liberté d'aboyer, Albin Michel, 1993  (ISBN 2226065350). Réaction  propos de François Mitterrand, faisant porter aux journalistes la responsabilité du suicide du premier ministre.
- Mitterrand et les 40 voleurs…, Albin Michel, 1994  (ISBN 222606995X)
- Rendez l'argent !, Albin Michel, 1995  (ISBN 2226078509)[38]
- Le Gang du cancer, suivi du dossier Jean-Michel Jacquemin : le témoin qui accuse, Albin Michel 1996   (ISBN 222606995X)[26]
- Main basse sur l'or de la France, Albin Michel 1998  (ISBN 2226105891)[28]
- Les Voyous de la République - Carnets secrets 1, Albin Michel 2001  (ISBN 2226126449)
- Le Marché aux voleurs, Albin Michel, 2003  (ISBN 2226136509)[39]
- Chirac et les 40 menteurs…, Albin Michel, 2006  (ISBN 2226172718)
- Lettre ouverte aux bandits de la Finance, Albin Michel, juin 2009  (ISBN 978-2-226-18678-2)[40],[41],[42]

### En tant que préfacier
Les ouvrages suivants correspondent à la Collection « Jean Montaldo Presente » :
- La chute d'un agent de change, Jean de Belot, Albin Michel, 1989  (ISBN 222603711X)
- Le piège de Wall Street, Gilles Sengès et François Labrouillère (sur l'Affaire Péchiney - Triangle impliquant le premier cercle du Président François Mitterrand), Albin Michel, 1989  (ISBN 2226037500) (Extraits en ligne)
- Le racket fiscal, Robert Matthieu, Coll. Jean Montaldo Presente, Albin Michel, 1990  (ISBN 2226048650)
- Amnistie et fausses factures, Le racket politique, Josua Giustiniani, Albin Michel, 1990 (Extraits en ligne)
- Échec à la dictature fiscale, Robert Matthieu, Albin Michel, 1991  (ISBN 2226052313)
- La fin des héros, Richard A Gabriel (en), Albin Michel, 1991  (ISBN 222605345X)
- L'enfer fiscal : les victimes témoignent, Robert Matthieu, Albin Michel, 1992  (ISBN 2226057323)
- Finance connection, James B. Stewart (en), Albin Michel, 1992  (ISBN 222605894X)
- Les Assistés de la République, Bertrand Deveaud et Patrick Lelong, Albin Michel 1996  (ISBN 2226079815)